# Szentlőrinc
Szentlőrinc (horvátul: Selurinac, németül: St. Laurenz) város Baranya vármegyében, a Szentlőrinci járás székhelye.

## Elnevezései
Horvátul a város hivatalos neve Selurinac. Több faluban azonban másként nevezték a várost: Selovrenac (szalántai), Selurince (drávakeresztúri), Selurac (szigetvári), Selerenac (drávasztárai).

## Fekvése
A település Pécstől 20, Szigetvártól 16 kilométerre, a Mecseket a Zselictől elválasztó Bükkösdi-völgy torkolatában, a síkvidéki jellegű Ormánságtól északra fekszik.

### Megközelítése
Legfontosabb közúti megközelítési útvonala a 6-os főút, ezen érhető el Pécs és Szigetvár felől is. Az 1960-as évek végéig a település központján haladt keresztül a főút, amely akkoriban néhány kilométeren belül háromszor is keresztezte szintben a Budapest–Pécs-vasútvonalat (ebből kétszer a Murakeresztúr–Szentlőrinc-vasútvonallal közös, Szentlőrinc és Pécs közötti szakaszát). 1970-ben adták át a főút valamivel északabbra húzódó, és a szükségtelen vasúti keresztezéseket – egy felüljáró közbeiktatásával – nélkülöző mai nyomvonalát.
Északi irányban Szentlőrincet a 6601-es út köti össze Oroszlóval. Déli irányban az 5805-ös út (Munkácsy, majd Erzsébet utca) vezet egészen Csányoszró külterületéig. A 6-os út régi nyomvonala délkeleti irányból 5817-es számozással (Pécsi utca) fut be a belvárosba, a Baksát és Szabadszentkirályt a mai 6-os úttal összekötő 5802-es útból kiágazva és Tarcsapuszta településrészen is keresztülhaladva, míg nyugati irányban (Madách utca) a mai 6-os útba fut bele 5811-es számozással.
A hazai vasútvonalak közül három is érinti a települést: a Pusztaszabolcs–Pécs-vasútvonal és a Gyékényes–Pécs-vasútvonal áthalad Szentlőrinc vasútállomáson, a Szentlőrinc–Sellye-vasútvonalnak pedig ott van az északi végpontja. Az állomás a belvárostól délre található.

## Története
Szentlőrincen a pannon és kelta népek temetkezési szokásait 72 sír őrizte meg, amelyek a strandfürdő építését megelőző ásatások során kerültek felszínre. Az Árpád-kori eredetű helység első okleveles említése 1235-ből való (S. Laurency de Wkur). Nevét valószínűleg az Okor folyó mellett alapított templomos (keresztes) lovagok rendházáról kapta. A templomos rend 1312. évi feloszlatása után az ispotályosok (johanniták) tulajdonába került, akik hiteleshelyet is működtettek itt. 1332-től önálló plébániás helyként működött.
A mohácsi csatát követő hadfelvonulásoknak gyakran látta kárát a település, többször is felgyújtották. Az 1550-ből és 1579-ből származó írásos emlékek szerint Szent Lőrinc város ekkoriban a Pécs központú török közigazgatásban (Pécsi vilajet) a szentlőrinci nahie (járás) központja volt. A török hódoltság után az uralkodó Breuner Siegfried grófnak, az udvari kamara elnökének adományozta Szentlőrincet és környékét, amely centrális fekvésének köszönhetően uradalmi központtá vált. A 18. század közepétől Esterházy Miklós herceg birtokainak egyik székhelye lett a helység.
A II. József uralkodása idején, 1784 és 1787 között megtartott első magyarországi népszámlálás során a településen 124 házat és 754 lakost jegyeztek fel. A helyi katolikus plébániának nyolc filiája (a környék ide tartozó gyülekezetei) volt, de izraelita vallásúak is éltek itt. Az 1782 és 1785 között lezajlott első magyarországi katonai felmérés adatai szerint ekkoriban az Esterházy-kastély fallal volt körülvéve. Megemlítettek a mérnökök továbbá egy hatalmas magtárat, egy malmot, és több értéktelen téglaházat is, valamint hogy Szentlőrincen halad keresztül a Pécs és Szigetvár közötti postaút, s a település többi útja is jó minőségű.
A település 1773-tól 1950-ig járási székhely volt, 1862-től szintén 1950-ig pedig körjegyzőségi székhely is. Ebben az időszakban épültek ki a kisközség közigazgatási, joghatósági, egészségügyi, kereskedelmi és közoktatási intézményei (1873-ban létesült például a postahivatal), köszönhetően az igen jó földrajzi helyzetnek. Ezek a kedvező fejlemények a település lakosságának folyamatos gyarapodását idézték elő. 1868-ban pedig a Pécs–Barcs-vasútvonal átadásával Szentlőrinc fontos vasúti állomáshellyé vált, ami a Budapest–Szentlőrinc-vasútvonal  (1882), majd a Szentlőrinc–Szlatina–Našici HÉV (1895) kiépülésével csomóponti szerepre tett szert. A kereskedelem a vasútvonalak kiépülése óta máig jelentős a településen, a személy- és teherforgalma Szentlőrincet kereskedelmi gócponttá emelte.
A Magyar Királyi Földművelésügyi Minisztérium 1930-ban alapította a település mezőgazdasági iskoláját, amely 2001. július 1-jétől – az akkori Földművelésügyi és Vidékfejlesztési Minisztérium, valamint a Baranya Megyei Önkormányzat által kötött közoktatási megállapodás alapján – Ujhelyi Imre Mezőgazdasági és Közgazdasági Szakközépiskola és Kollégium, Szentlőrinc néven működik, a minisztérium felügyelete alá rendelve.
A 20. század elejére a népesség meghaladta a 2000 főt, majd ez a szám a második világháború évtizedének végére 3000 fölé emelkedett. A lakosság számának legintenzívebb növekedése a hetvenes években következett be, köszönhetően a nagyarányú magánépítkezéseknek, majd a nyolcvanas évek munkáslakás-építési hulláma is emelte a betelepülők számát (ekkor épültek a panelházak). Ennek eredményeként az akkor még nagyközség lélekszáma két évtized alatt majdnem megduplázódott, és megközelítette a hétezer főt.
A településre költözés intenzitása az ezredfordulón alábbhagyott, a város lakossága 6,5 ezer fő körül stabilizálódott. Szentlőrinc 1996-ban kapott városi rangot, 2004 januárjától kistérségi, 2013 januárjától járási központtá lépett elő. 2012. január 2-án megnyílt a település új járóbeteg-szakrendelője, az Eszterházy Egészségközpont, 2015 végétől pedig mentőállomás működik a településen.

## Közélete

### Polgármesterei
- 1990–1994: Dr. Varga Ádám (MDF-FKgP)[13]
- 1994–1998: Mátis István (független)[14]
- 1998–2002: Mátis István (független)[15]
- 2002–2006: Dr. Győrvári Márk (független)[16]
- 2006–2010: Dr. Győrvári Márk (független)[17]
- 2010–2014: Dr. Győrvári Márk (független)[18]
- 2014–2019: Koltai Péter (független)[19]
- 2019–2024: Koltai Péter (független)[20]
- 2024– : Vörös Sára (Fidesz-KDNP)[1]

## Népesség
A település népességének változása:
| Lakosok száma | 6750 | 6577 | 6233 | 6184 | 6036 | 6045 | 6042 | 5986 |
|               | 2013 | 2014 | 2018 | 2019 | 2021 | 2022 | 2023 | 2024 |

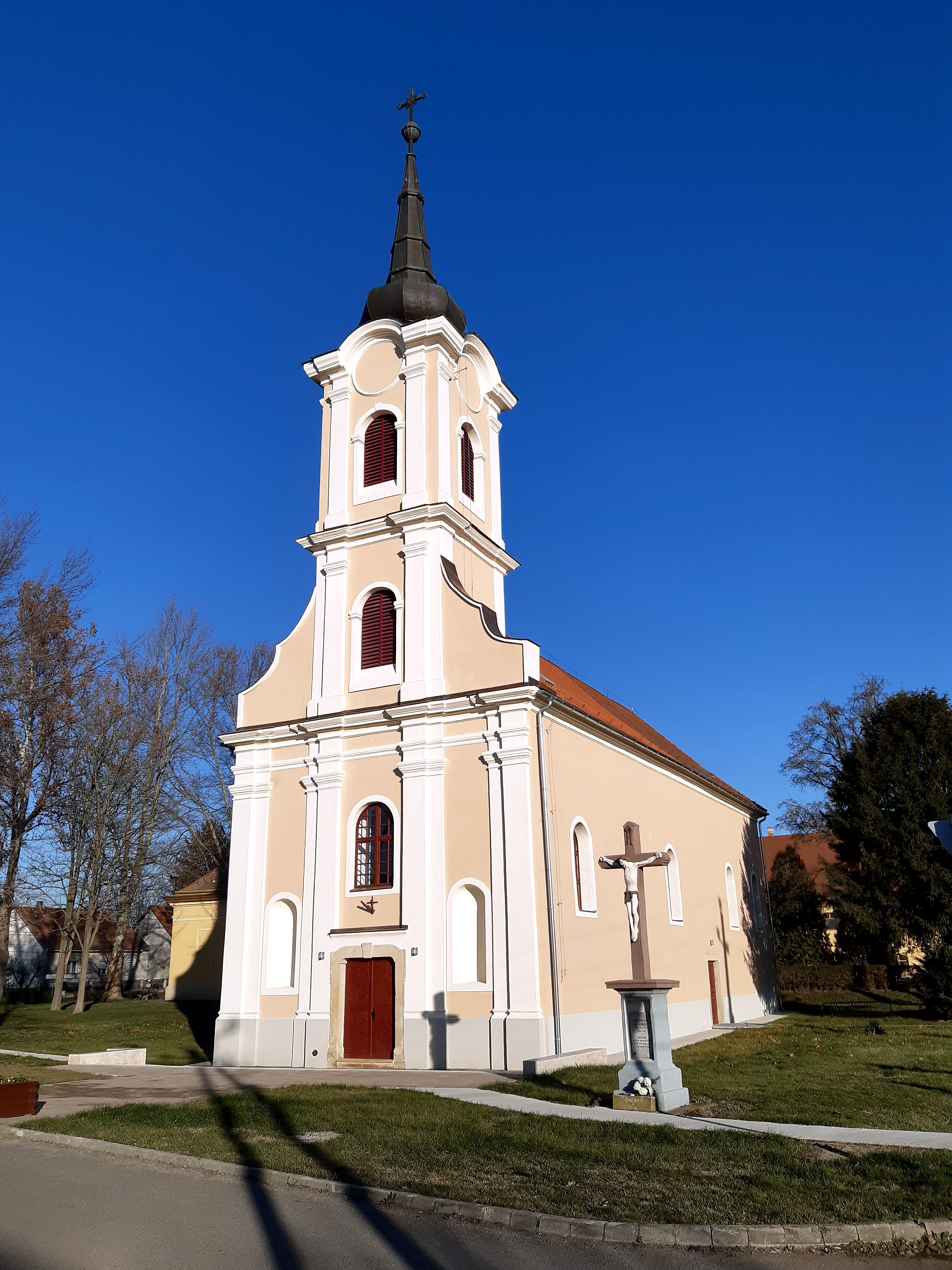
Római katolikus templom

A 2011-es népszámlálás során a lakosok 87,4%-a magyarnak, 3,3% cigánynak, 1,1% horvátnak, 3,9% németnek, 0,2% románnak mondta magát (12,4% nem nyilatkozott; a kettős identitások miatt a végösszeg nagyobb lehet 100%-nál). A vallási megoszlás a következő volt: római katolikus 54,2%, református 6%, evangélikus 0,4%, görögkatolikus 0,2%, felekezeten kívüli 14,9% (23,4% nem nyilatkozott).
2022-ben a lakosság 88,9%-a vallotta magát magyarnak, 2,6% németnek, 2,4% cigánynak, 1% horvátnak, 0,1-0,1% szerbnek és románnak, 2% egyéb, nem hazai nemzetiségűnek (10,8% nem nyilatkozott; a kettős identitások miatt a végösszeg nagyobb lehet 100%-nál). Vallásuk szerint 34,5% volt római katolikus, 4,3% református, 0,3% evangélikus, 0,3% görög katolikus, 1% egyéb keresztény, 1,1% egyéb katolikus, 15,4% felekezeten kívüli (42,8% nem válaszolt).

## Ismert személyek

### Itt születtek
- Nádosy Imre (1872–1935) politikus, országos rendőrfőkapitány, a frankhamisítási botrány egyik főszereplője
- Jandó Jenő (1928–2008) zeneszerző, zenepedagógus, karnagy[23]

### Szentlőrinchez kötődnek
- Közel két évtizeden át volt a város és környéke parlamenti képviselője (1920-1939 közt) vitéz Patacsi Dénes.

## Nevezetességei
- Esterházy-kastély

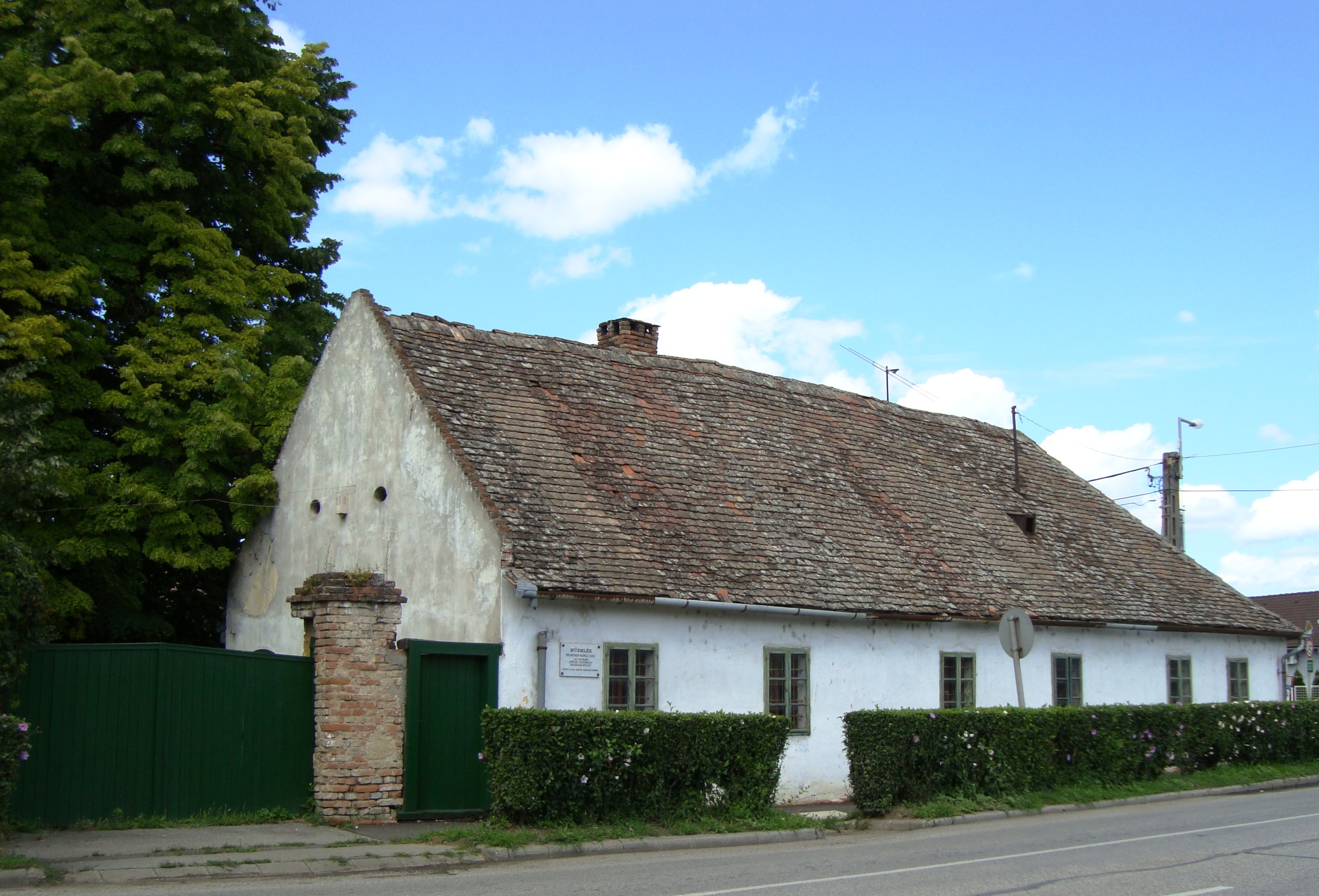
Koncz–Brantner-ház

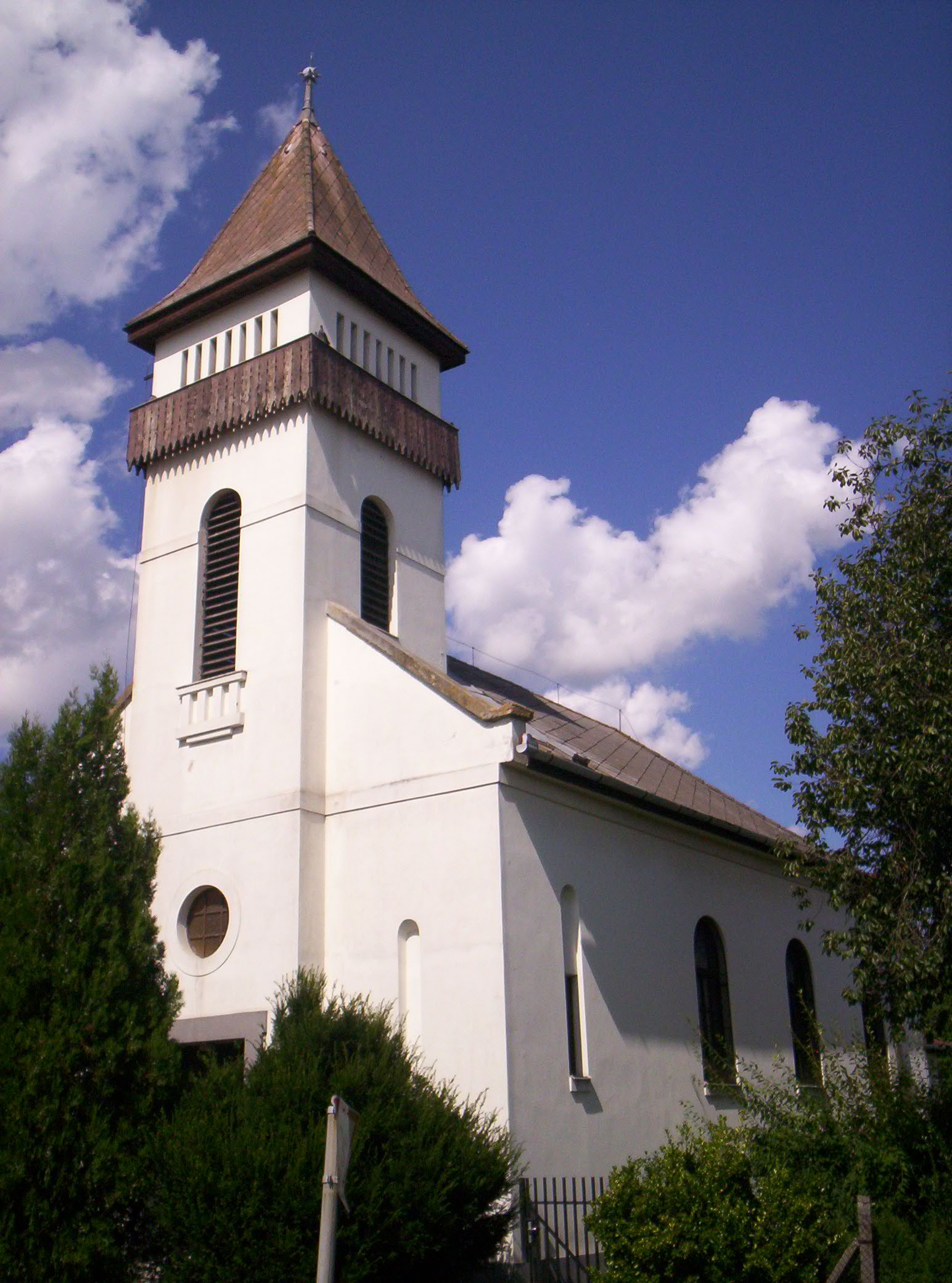
Református templom

Az 1718-ban épült Esterházy-kastély műemléki védelem alatt áll, de sokáig elhanyagolt állapotban volt. 2006-ban felújították, s azóta városházaként működik.
- Iskolaépület

A település első iskolája 1795-ben épült, többször bővítették, illetve átépítették. Mai formáját 1907-ben nyerte el, és szintén műemléki védettséget élvez. Néhány éve ismét felújították, azóta itt működik a művelődési ház.
- Magtár

A 6-os főközlekedési út északi oldalán sokáig cipőgyárként funkcionáló épület az uradalom magtáraként 1762-ben készült el, azóta olyan átalakításokat végeztek rajta, hogy elveszítette műemlék jellegét.
- Koncz–Brantner-ház

A 18. században épült, és az uradalom tiszttartói lakása volt. A Munkácsy Mihály utcában található, a 6-os út sarkánál. Műemléki védettség alatt áll. Eleinte lakóházként, majd magánmúzeumként működött. A múzeumi rész az országban egyedülálló, a 19–20. század fordulójának polgári lakáskultúráját bemutató gyűjteménnyel rendelkezik.
- Katolikus templom

1718-ban épült, stílusa barokk. Figyelemre méltó látványossága egy török medencéből átalakított szenteltvíztartó. Orgonája a  pécsi Angster József alkotása.
- Református templom

1935-ben kezdték építeni, s 1937-ben szentelték fel a Szent Imre és a Munkácsy Mihály utca sarkán. Az országban meglehetősen ritka építészeti stílusban (erdélyi vártemplom) készült el.
- A 18. század második felében épült valamikori járásbíróság épülete a Kossuth Lajos utcában.[26]

## Testvérvárosai
- Urbach (Németország, Baden-Württemberg)
- Sukošan (Horvátország)[30]